# About My Father
About My Father es una película de comedia estadounidense de 2023 dirigida por Laura Terruso a partir de un guion de Sebastian Maniscalco y Austen Earl. La película está protagonizada por Maniscalco y se basa libremente en su vida y la relación con su padre, interpretado por Robert De Niro. Leslie Bibb, Anders Holm, David Rasche y Kim Cattrall coprotagonizan en papeles secundarios.
Fue estrenada por Lionsgate el 26 de mayo de 2023. Recibió reseñas generalmente negativas de los críticos.

## Reparto
- Sebastian Maniscalco como él mismo
- Robert De Niro como Salvo Maniscalco
- Leslie Bibb como Ellie Collins
- Kim Cattrall como Tigger Collins
- David Rasche como William "Bill" Collins XII
- Anders Holm como Lucky Collins
- Brett Dier como Doug Collins

## Producción
El 26 de abril de 2018, se anunció que Sebastian Maniscalco protagonizaría una película sin título inspirada en su vida para Lionsgate, con Austen Earl elegido para coescribir el guion junto con Maniscalco. No hubo más desarrollos hasta el 12 de mayo de 2021, cuando se anunció que Laura Terruso había sido elegida para dirigir la película y Robert de Niro fue elegido para el papel principal. Chris y Paul Weitz de American Pie se encargaron de producir la película junto con Andrew Miano para su productora Depth of Field. En septiembre de 2021, Leslie Bibb y Kim Cattrall se unieron al elenco principal. En noviembre de 2021, Brett Dier, Anders Holm y David Rasche se unieron al elenco.
La fotografía principal comenzó el 21 de septiembre de 2021 en Mobile, Alabama, y duró un mes.

## Estreno
La película fue estrenada por Lionsgate el 26 de mayo de 2023.

## Recepción
About My Father recibió reseñas generalmente negativas de parte de la crítica y la audiencia. En el sitio web especializado Rotten Tomatoes, la película posee una aprobación de 35%, basada en 85 reseñas, con una calificación de 4.9/10, y con un consenso crítico que dice: "About My Father encuentra a la estrella y coguionista Sebastián Maniscalco recurriendo a su propia vida como material y, sin darse cuenta, demuestra que una rutina divertida de stand-up no necesariamente es una película entretenida." De parte de la audiencia tiene una aprobación de 73%, basada en más de 1000 votos, con una calificación de 3.8/5.
El sitio web Metacritic le dio a la película una puntuación de 39 de 100, basada en 19 reseñas, indicando "reseñas generalmente negativas". Las audiencias encuestadas por CinemaScore le otorgaron a la película una "B+" en una escala de A+ a F, mientras que en el sitio IMDb los usuarios le asignaron una calificación de 5.7/10, sobre la base de más de 9500 votos. En la página web FilmAffinity, la cinta tiene una calificación de 4.6/10, basada en 865 votos.